# فران سول
فرانسیسکو «فران» سول اورتیس (اسپانیایی: Francisco 'Fran' Sol Ortiz‎؛ زادهٔ ۱۳ مارس ۱۹۹۲) بازیکن فوتبال اهل اسپانیا است.
از باشگاه‌هایی که در آن بازی کرده‌است می‌توان به رئال مادرید سی، ویارئال، ویلم دوم و دینامو کیف اشاره کرد.